# Yderby Lyng
Yderby Lyng – miasto w Danii, w regionie Zelandia, w gminie Odsherred.